# Ellsworth (Kansas)
Ellsworth – miasto, siedziba hrabstwa Ellsworth w stanie Kansas, USA, położone nad rzeką Smoky Hill. W 2000 roku mieszkało tu 2965 osób.
Jest to siedziba więzienia stanowego dla Kansas (ang.: Kansas State Ellsworth Correctional Facility).

## Historia
Miasto było głośnym centrum Dzikiego Zachodu, centrum spędu bydła i ośrodkiem hazardu i prostytucji, ponieważ przebiegała tędy nowo wybudowana kolej. Dziki Bill Hickok ubiegał się o stanowisko szeryfa Ellsworth w 1868, ale przegrał do byłego wojskowego E.W. Kingsbury. Kingsbury okazał się bardzo dobrym stróżem prawa i porządku, ale potrzebował w tym celu powołania miejscowej policji, jako że odpowiedzialny był za teren całego hrabstwa. Przemoc w Ellsworth była codziennością. Szeryf Will Seamans został zastrzelony w ciągu pełnienia obowiązków 26 września 1869. Później rewolwerowiec Wyatt Earp pełnił to stanowisko, ale nic historycznego tu nie zadziałał.